# Літня Універсіада 2019
XXX Всесвітня літня Універсіада — всесвітні студентсько-молодіжні спортивні змагання 2019 року, що проходили в Неаполі (Італія) з 3 по 14 липня. Було розіграно 222 комплекти нагород у 18 видах спорту серед близько 6000 спортсменів.

## Вибір міста
14 червня 2012 року міністр спорту Бразилії Альдо Ребел, оголосив, що після невдачі з Універсіадою 2017, країна буде боротися за право проведення літньої Універсіади 2019.1 1 грудня 2012 года Азад Рагімов, міністр молоді та спорту Азербайджану, оголосив, що після отримання права приймати у себе I Європейські ігри, Азербайджан подав заявку на проведення літньої Універсіади 2019 року в Баку. 31 січня 2013 року, віце-голова олімпійського комітету Угорщини Міклош Той заявив, що Угорщина подала заявку на проведення літньої Універсіади 2019 або 2021 року.
3 квітня 2013 года FISU оголосила про три міста-кандидати на проведення змагань:
- Баку,  Азербайджан — раніше Універсіади не проводилися;
- Бразиліа,  Бразилія — 1963 року літня Універсіада проходила в бразильському місті Порту-Алегрі;
- Будапешт,  Угорщина — раніше Угорщина приймала Універсіаду 1965 року у Будапешті.

31 жовтня 2013 року Азербайджан зняв свою кандидатуру, пославшись на те, що найближчим часом в країні пройдуть чотири великих міжнародних змагання: чемпіонат Європи з художньої гімнастики 2014, Європейські ігри 2015, Шахова Олімпіада 2016 й Ісламські ігри солідарності 2017. Будапешт — організатор чемпіонату світу з водних видів спорту 2017 року — також виявився не готовий до прийому двох великих заходів поспіль, залишивши Бразилію єдиним кандидатом. 9 листопада 2013 року на засіданні виконкому FISU в Брюсселі було оголошено, що ювілейні літні студентські ігри в 2019 році відбудуться в Бразилії.Однак, через рік, новий голова міста Бразиліа заявив, що місто не може взяти на себе проведення змагань.
5 березня 2016 року FISU оголосила нову столицю літньої Універсіади 2019 року — італійське місто  Неаполь. Для Італії літня Універсіада 2019 року стане вже четвертою в історії: перша Універсіада пройшла у 1959 році в Турині, це ж місто прийняло і шості студентські ігри в 1970 році. Через п'ять років італійська столиця Рим приймала восьму річну Універсіаду. Шість разів Італія приймала зимову Універсіаду, в Неаполі Універсіада пройшла в 1996 році.

## Види спорту
Змагання відбудуться у 18 видах спорта:
| - Баскетбол (2) (детальніше) - Водні види спорта - Водне поло (2) (детальніше) - Плавання (40) (детальніше) - Стрибки у воду (15) (детальніше) - Волейбол (2) (детальніше) | - Гімнастика - Спортивна гімнастика (14) (детальніше) - Художня гімнастика (8) (детальніше) - Дзюдо (14) (детальніше) - Легка атлетика (50) (детальніше) - Настільний теніс (7) (детальніше) - Вітрильний спорт (1) (детальніше) | - Регбі-7 (2) (детальніше) - Спортивна стрільба (15) (детальніше) - Стрільба з лука (10) (детальніше) - Теніс (7) (детальніше) - Тхеквондо (19) (детальніше) - Фехтування (12) (детальніше) - Футбол (2) (детальніше) |

## Календар та медалі змагань

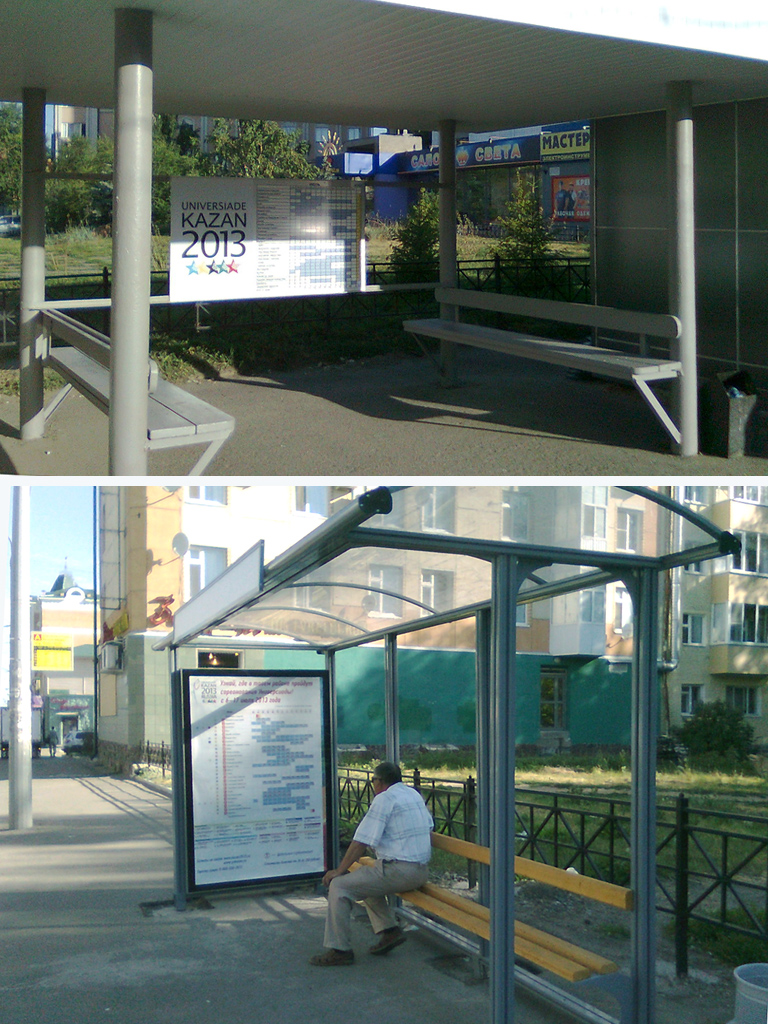
Розклад змагань Універсіади на зупинках

Розклад змагань виглядає таким чином:
| ЦВ | Церемонія відкриття | ● | Кваліфікаційні змагання | 1 | Фінали змагань (к-сть медалей) | ЦЗ | Церемонія закриття |

| Липень                     | 2 Вт | 3 Ср | 4 Чт | 5 Пт | 6 Сб | 7 Нд | 8 Пн | 9 Вт | 10 Ср | 11 Чт | 12 Пт | 13 Сб | 14 Нд | Події |
| -------------------------- | ---- | ---- | ---- | ---- | ---- | ---- | ---- | ---- | ----- | ----- | ----- | ----- | ----- | ----- |
| Церемонії                  |      | ЦО   |      |      |      |      |      |      |       |       |       |       | ЦЗ    |       |
| Баскетбол                  |      | ●    | ●    | ●    | ●    | ●    | ●    | ●    | 1     | 1     |       |       |       | 2     |
| Водне поло                 | ●    | ●    | ●    | ●    | ●    | ●    | ●    | ●    | ●     | ●     | ●     | 1     | 1     | 2     |
| Волейбол                   |      |      |      | ●    | ●    | ●    | ●    | ●    | ●     | ●     | 1     | 1     |       | 2     |
| Дзюдо                      |      |      | 4    | 4    | 4    | 2    |      |      |       |       |       |       |       | 14    |
| Легка атлетика             |      |      |      |      |      |      | 2    | 6    | 9     | 8     | 11    | 14    |       | 50    |
| Настільний теніс           |      |      | ●    | ●    | ●    | 2    | ●    | 1    | 2     | 2     |       |       |       | 7     |
| Плавання                   |      |      | 4    | 5    | 5    | 7    | 4    | 7    | 8     |       |       |       |       | 40    |
| Стрибки у воду             | ●    | ●    | 3    | 3    | 3    | 3    | 3    |      |       |       |       |       |       | 15    |
| Спортивна гімнастика       |      | ●    | 1    | 1    | 2    | 10   |      |      |       |       |       |       |       | 14    |
| Стрільба з лука            |      |      |      |      | ●    | ●    | ●    | 5    | 5     |       |       |       |       | 10    |
| Великий теніс              |      |      |      | ●    | ●    | ●    | ●    | ●    | ●     | ●     | 4     | 3     |       | 7     |
| Тхеквондо                  |      |      |      |      |      | 2    | 3    | 3    | 3     | 3     | 3     | 2     |       | 19    |
| Фехтування                 |      |      | 2    | 2    | 2    | 2    | 2    | 2    |       |       |       |       |       | 12    |
| Художня гімнастика         |      |      |      |      |      |      |      |      |       | ●     | 2     | 6     |       | 8     |
| Стрільба                   |      |      | 1    | 3    | 2    | 1    | 3    | 5    |       |       |       |       |       | 15    |
| Регбі-7                    |      |      |      | ●    | ●    | 2    |      |      |       |       |       |       |       | 2     |
| Футбол                     | ●    |      | ●    | ●    | ●    | ●    | ●    | ●    | ●     | ●     | 1     | 1     |       | 2     |
| Вітрильний спорт           |      |      |      |      |      |      | ●    | ●    | ●     | ●     | 1     |       |       | 1     |
| Комплектів медалей за день | 0    | 0    | 15   | 18   | 18   | 31   | 17   | 29   | 28    | 14    | 23    | 28    | 1     | 222   |
| Липень                     | 2 Вв | 3 Ср | 4 Чт | 5 Пт | 6 Сб | 7 Нд | 8 Пн | 9 Вв | 10 Ср | 11 Чт | 12 Пт | 13 Сб | 14 Нд | Події |

## Учасники
| Національні олімпійські комітети |
| --- |
| - Албанія - Алжир - Американські Віргінські Острови - Аргентина - Вірменія - Австралія - Австрія - Азербайджан - Бангладеш - Білорусь - Бельгія - Бермуди - Ботсвана - Бразилія - Болгарія - Буркіна-Фасо - Бурунді - В'єтнам (0) - Демократична Республіка Конго - Замбія - Зімбабве - Камерун - Канада (274) - Кабо-Верде - Китай - Колумбія - Коморські Острови - Коста-Рика - Кот-д'Івуар - Хорватія - Кіпр - Чехія - Данія - Єгипет - Естонія (51) - Свазіленд - Ефіопія - Фінляндія - Франція - Гамбія - Грузія - Німеччина - Гана - Гвінея - Гондурас (2) - Гонконг - Угорщина - Індія - Індонезія (51) - Іран - Ірландія - Ізраїль - Японія - Йорданія - Казахстан - Кенія - Південна Корея (207) - Косово - Киргизстан - Ліван - Лівія - Ліхтенштейн - Латвія - Литва - Люксембург - Макао - Мадагаскар - Малаві - Малайзія - Молдова - Мексика - Монако (1) - Монголія - Чорногорія - Марокко - Мозамбік - Непал - Нова Зеландія - Нідерланди - Північна Македонія - Нігерія - Північна Корея - Норвегія - Оман - Парагвай - Філіппіни - Палестина - Польща (117) - Португалія - Румунія - Росія (275) - Саудівська Аравія - Сенегал - Сьєрра-Леоне - Сан-Марино - Сінгапур - Словаччина - Словенія - Сомалі - ПАР - Іспанія - Сербія - Шрі-Ланка - Швеція - Швейцарія - Китайський Тайбей (131) - Таїланд - Тринідад і Тобаго - Туреччина - Туркменістан (19) - Уганда - Україна - Об'єднані Арабські Емірати - Велика Британія - США (371) - Уругвай - Узбекистан - Центральноафриканська Республіка - Чилі - Італія (301) (host) |

## Медальний залік
*   Країна-господарка (Італія)
| Місце                | Країна                  | Золото | Срібло | Бронза | Загалом |
| -------------------- | ----------------------- | ------ | ------ | ------ | ------- |
| 1                    | Японія (JPN)            | 33     | 21     | 28     | 82      |
| 2                    | Росія (RUS)             | 22     | 24     | 36     | 82      |
| 3                    | Китай (CHN)             | 22     | 13     | 8      | 43      |
| 4                    | США (USA)               | 21     | 16     | 15     | 52      |
| 5                    | Південна Корея (KOR)    | 17     | 17     | 16     | 50      |
| 6                    | Італія (ITA)*           | 14     | 13     | 16     | 43      |
| 7                    | Китайський Тайбей (TPE) | 9      | 13     | 10     | 32      |
| 8                    | Мексика (MEX)           | 8      | 7      | 6      | 21      |
| 9                    | Іран (IRI)              | 7      | 3      | 7      | 17      |
| 10                   | ПАР (RSA)               | 6      | 8      | 4      | 18      |
| 11                   | Україна (UKR)           | 6      | 7      | 7      | 20      |
| 12                   | Австралія (AUS)         | 6      | 5      | 6      | 17      |
| 13                   | Бразилія (BRA)          | 5      | 3      | 9      | 17      |
| 14                   | Туреччина (TUR)         | 4      | 5      | 5      | 14      |
| 15                   | Польща (POL)            | 4      | 2      | 9      | 15      |
| 16                   | Франція (FRA)           | 3      | 9      | 11     | 23      |
| 17                   | Велика Британія (GBR)   | 3      | 3      | 4      | 10      |
| 18                   | Азербайджан (AZE)       | 2      | 3      | 2      | 7       |
| 19                   | Узбекистан (UZB)        | 2      | 2      | 4      | 8       |
| 20                   | Чехія (CZE)             | 2      | 2      | 3      | 7       |
| 21                   | Фінляндія (FIN)         | 2      | 2      | 1      | 5       |
| 22                   | Швейцарія (SUI)         | 2      | 1      | 1      | 4       |
| 23                   | Молдова (MDA)           | 2      | 0      | 2      | 4       |
| 24                   | Німеччина (GER)         | 1      | 9      | 8      | 18      |
| 25                   | Казахстан (KAZ)         | 1      | 5      | 1      | 7       |
| 26                   | Білорусь (BLR)          | 1      | 3      | 1      | 5       |
| 27                   | Австрія (AUT)           | 1      | 2      | 0      | 3       |
| 28                   | Канада (CAN)            | 1      | 1      | 4      | 6       |
| 29                   | Індія (IND)             | 1      | 1      | 2      | 4       |
| 29                   | Литва (LTU)             | 1      | 1      | 2      | 4       |
| 29                   | Словаччина (SVK)        | 1      | 1      | 2      | 4       |
| 32                   | Марокко (MAR)           | 1      | 1      | 1      | 3       |
| 33                   | Таїланд (THA)           | 1      | 0      | 4      | 5       |
| 34                   | Вірменія (ARM)          | 1      | 0      | 1      | 2       |
| 34                   | Естонія (EST)           | 1      | 0      | 1      | 2       |
| 34                   | Кіпр (CYP)              | 1      | 0      | 1      | 2       |
| 34                   | Нова Зеландія (NZL)     | 1      | 0      | 1      | 2       |
| 34                   | Північна Корея (PRK)    | 1      | 0      | 1      | 2       |
| 34                   | Угорщина (HUN)          | 1      | 0      | 1      | 2       |
| 40                   | Алжир (ALG)             | 1      | 0      | 0      | 1       |
| 40                   | Болгарія (BUL)          | 1      | 0      | 0      | 1       |
| 40                   | Філіппіни (PHI)         | 1      | 0      | 0      | 1       |
| 40                   | Швеція (SWE)            | 1      | 0      | 0      | 1       |
| 44                   | Португалія (POR)        | 0      | 2      | 2      | 4       |
| 45                   | Єгипет (EGY)            | 0      | 2      | 0      | 2       |
| 46                   | Румунія (ROM)           | 0      | 1      | 3      | 4       |
| 47                   | Бельгія (BEL)           | 0      | 1      | 2      | 3       |
| 47                   | Нідерланди (NED)        | 0      | 1      | 2      | 3       |
| 49                   | Грузія (GEO)            | 0      | 1      | 1      | 2       |
| 49                   | Монголія (MGL)          | 0      | 1      | 1      | 2       |
| 49                   | Норвегія (NOR)          | 0      | 1      | 1      | 2       |
| 49                   | Уганда (UGA)            | 0      | 1      | 1      | 2       |
| 53                   | Аргентина (ARG)         | 0      | 1      | 0      | 1       |
| 53                   | Буркіна-Фасо (BUR)      | 0      | 1      | 0      | 1       |
| 53                   | Тринідад і Тобаго (TTO) | 0      | 1      | 0      | 1       |
| 56                   | Гонконг (HKG)           | 0      | 0      | 2      | 2       |
| 57                   | Ізраїль (ISR)           | 0      | 0      | 1      | 1       |
| 57                   | Індонезія (INA)         | 0      | 0      | 1      | 1       |
| 57                   | Ірландія (IRL)          | 0      | 0      | 1      | 1       |
| 57                   | Іспанія (ESP)           | 0      | 0      | 1      | 1       |
| 57                   | Данія (DEN)             | 0      | 0      | 1      | 1       |
| 57                   | Ефіопія (ETH)           | 0      | 0      | 1      | 1       |
| 57                   | Латвія (LAT)            | 0      | 0      | 1      | 1       |
| 57                   | Малайзія (MAS)          | 0      | 0      | 1      | 1       |
| 57                   | Словенія (SLO)          | 0      | 0      | 1      | 1       |
| 57                   | Сінгапур (SGP)          | 0      | 0      | 1      | 1       |
| 57                   | Хорватія (CRO)          | 0      | 0      | 1      | 1       |
| 57                   | Чилі (CHI)              | 0      | 0      | 1      | 1       |
| Загалом (68 збірних) | Загалом (68 збірних)    | 222    | 217    | 268    | 707     |